# Il palio delle contrade morte
Il palio delle contrade morte è un romanzo giallo di Fruttero & Lucentini scritto nel 1983.

## Trama
I coniugi Maggioni, il cui rapporto matrimoniale è logorato, dopo una grandinata, si ritrovano in una villa nobiliare nei dintorni di Siena. Saranno testimoni dell'omicidio di un fantino del Palio.
La polizia brancola nel buio, ma a poco a poco la verità soprannaturale si rivela ai protagonisti: il fantino è stato assassinato affinché possa partecipare al Palio insieme agli altri, come fantasma, per una delle contrade morte, le sei contrade senesi del Gallo, del Leone, dell'Orso, della Quercia, della Spadaforte e della Vipera soppresse per editto cittadino nel 1729.

## Edizioni
- Fruttero & Lucentini, Il palio delle contrade morte, Mondadori, 1983,  p. 170.
- Fruttero & Lucentini, Il palio delle contrade morte, Oscar bestsellers, Mondadori, 1985,  p. 168, ISBN 978-88-04-27375-2.
- Fruttero & Lucentini, Cursa Cartierelor Moarte, 1992, pp 143, Humanitas 1992. ISBN 973-28-0340-1. Traduzione in rumeno.